# Zimiromus eberhardi
Zimiromus eberhardi är en spindelart som beskrevs av Norman I. Platnick och Mohammad U. Shadab 1976. Zimiromus eberhardi ingår i släktet Zimiromus och familjen plattbuksspindlar.
Artens utbredningsområde är Colombia. Inga underarter finns listade i Catalogue of Life.